# Ljutice (Požega)
Ljutice (em cirílico: Љутице) é uma vila da Sérvia localizada no município de Požega, pertencente ao distrito de Zlatibor, na região de Stari Vlah. A sua população era de 351 habitantes segundo o censo de 2011.

## Demografia
| 1948 | 1953 | 1961 | 1971 | 1981 | 1991 | 2002 | 2011 |
| ---- | ---- | ---- | ---- | ---- | ---- | ---- | ---- |
| 603  | 586  | 680  | 625  | 576  | 431  | 432  | 351  |